# The Mistake (film 1910)
The Mistake è un cortometraggio muto del 1910 diretto da Harry Solter.

## Produzione
Il film fu prodotto dall'Independent Moving Pictures Co. of America (IMP)

## Distribuzione
Il film - un cortometraggio in una bobina - uscì nelle sale statunitensi il 21 luglio 1910, distribuito dalla Motion Picture Distributors and Sales Company.